# Paul Frère
Paul Frère (ur. 30 stycznia 1917 w Hawrze, zm. 24 lutego 2008 w Saint-Paul-de-Vence) – belgijski kierowca wyścigowy Formuły 1.

## Życiorys
Frère wystartował w 11 Grand Prix zaliczanych do mistrzostw świata, debiutując w F1 22 czerwca 1952 roku. Zdobył jedno podium i jedenaście punktów, a startując w wyścigach niezaliczanych do mistrzostw sięgnął po wygraną.
Zwyciężył także w 24–godzinnym wyścigu w Le Mans za kierownicą Ferrari 250F. Jego partnerem był Olivier Gendebien. Choć startował w samochodach sportowych i Formule 1 nigdy nie stał się pełnoetatowym kierowcą wyścigowym. Został natomiast dziennikarzem. Był redaktorem magazynu "Road & Track", napisał kilka książek oraz pracował jako konsultant producentów samochodów.
Zaledwie kilka tygodni przed swoimi 90. urodzinami spowodował wypadek na drodze w okolicach Nurburgringu. Belg odniósł poważne obrażenia i spędził dwa tygodnie na intensywnej terapii i już nigdy w pełni nie odzyskał zdrowia, choć dalej pojawiał się na torach wyścigowych, w tym na przebudowanym Spa Francorchamps podczas pierwszych testów Formuły 1.